# Памятник воинам-охинцам, павшим в годы Великой Отечественной войны
Памятник воинам-охинцам, павшим в годы Великой Отечественной войны 1941—1945 гг. — военный мемориал в городе Оха, установленный на ул. Ленина. Памятник представляет собой композицию из вертикальной и горизонтальной стел из армированного бетона с мраморной крошкой.

## Описание
Монумент представляет собой композицию двух стел из армированного бетона и мраморной крошкой. Одна стела развернута вертикально, другая развернута горизонтально. На вертикальной стеле размером 7,7×1,7 м помещена бронзовая доска с текстом «За Родину павшим — вечная слава!», на горизонтальной стеле размером 4,7×3 м — бронзовая доска с датами «1941-1945» и пятиконечная звезда. Чуть в стороне, в 4 м от основной композиции, расположена чаша с Вечным огнем. Весь монумент установлен на площадке размером 19×19 м.
Автор проекта Э.И. Вейтлин. Строительство вело СУ № 1 треста «Сахалинспецнефтестрой».

## История
Монумент в честь воинов-охинцев, погибших в годы Великой Отечественной войны, был торжественно открыт на Площади геологов 3 сентября 1970 года в 19 часов. Зажжение вечного огня было выполнено в виде символической эстафеты. Сначала к Площади геологов подошла автомашина, из которой появился Герой Социалистического Труда П.Г. Марещенков с зажженным факелом в руках. Горящий факел был передан первому секретарю горкома КПСС В. Н. Болтовскому, который в итоге зажег Вечный огонь.
Решением Сахалинского облисполкома от 21 марта 1980 года № 119 монумент поставлен на государственную охрану.
В 1987 году шефской организацией, Охинской геолого-разведочной экспедицией, произведен капитальный ремонт.
В 2004—2005 годах произведено благоустройство площади, изготовлена новая чаша для Вечного огня из нержавеющей стали.